# Juul Ellerman
Pour les articles homonymes, voir Ellerman.
Juul Ellerman, né le 7 octobre 1965 à Dordrecht (Pays-Bas), est un footballeur néerlandais, qui évoluait au poste d'attaquant au Sparta Rotterdam, au PSV Eindhoven, au FC Twente, au NEC Nimègue et à Helmond Sport ainsi qu'en équipe des Pays-Bas.
Ellerman ne marque aucun but lors de ses cinq sélections avec l'équipe des Pays-Bas entre 1989 et 1991.

## Carrière de joueur

### Clubs
- 1985-1988 : Sparta Rotterdam
- 1988-1994 : PSV Eindhoven
- 1994-1996 : FC Twente
- 1997-1999 : NEC Nimègue
- 1999-2002 : Helmond Sport

### Palmarès

#### En équipe nationale
- 5 sélections et 0 but avec l'équipe des Pays-Bas entre 1989 et 1991

#### Avec le PSV Eindhoven
- Vainqueur du Championnat des Pays-Bas en 1989, 1991 et 1992
- Vainqueur de la Coupe des Pays-Bas en 1989